# Maison Hild-Wieser
La Maison Hild-Wieser (en hongrois : Hild-Wieser-ház) est un édifice situé dans le 9e arrondissement de Budapest.